# Mazzafrusto

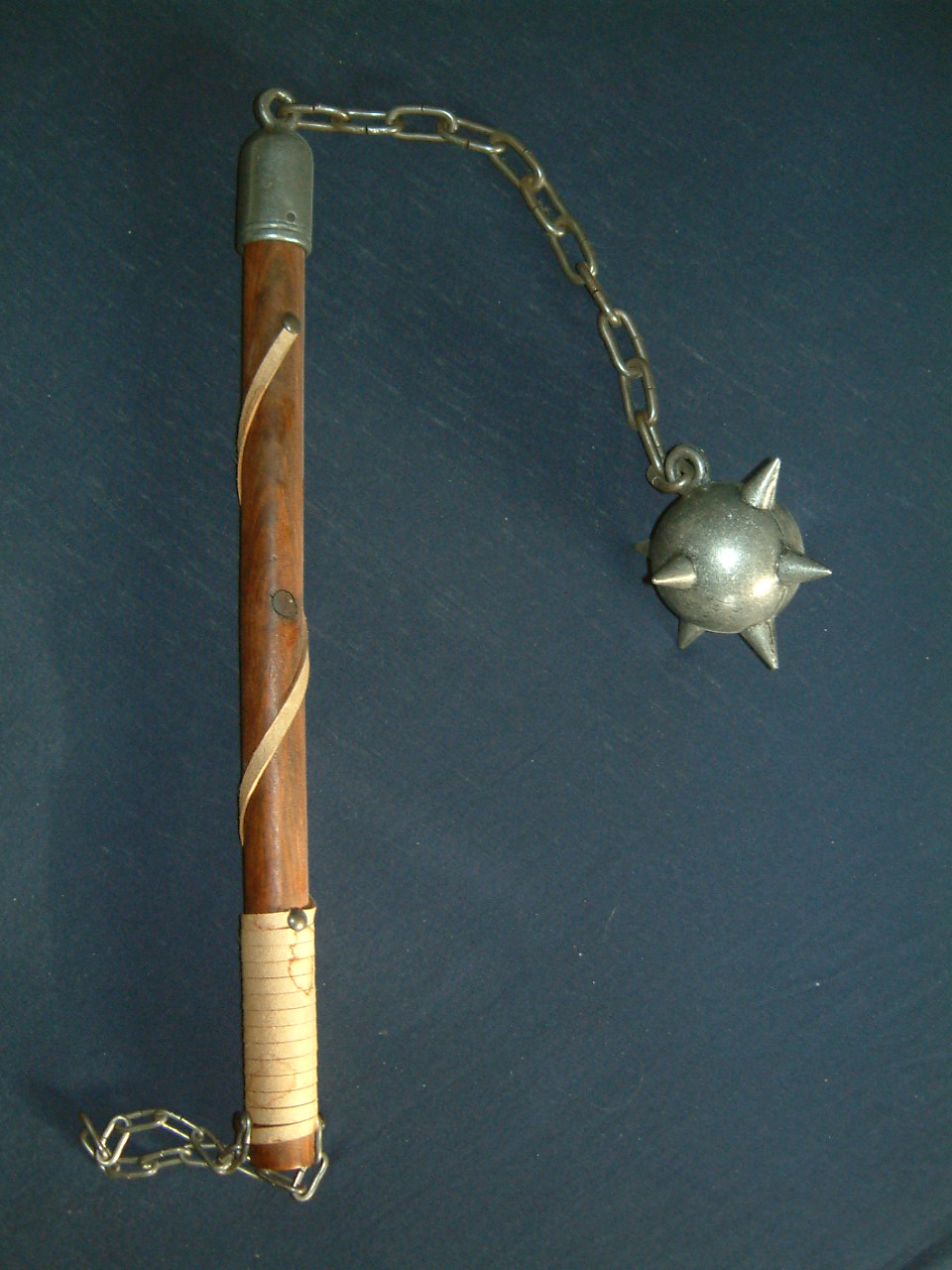
Un mazzafrusto

Il mazzafrusto è un'arma bianca di origine antica.

## Storia
È derivata probabilmente dalle fruste per battere il grano e utilizzata dall'XI secolo al XVII secolo. Per la sua difficile governabilità e pericolosità per lo stesso utilizzatore, non era destinata al combattimento di lunga durata, quanto invece ad attacchi immediati e letali, specie della cavalleria pesante alla carica.

## Caratteristiche
Consiste in una palla di ferro chiodata collegata ad un bastone tramite una catena.
Si distingue in mazzafrusto da piede o da cavallo:
- quello da piede è costituito da un'asta ad altezza d'uomo munita superiormente di una staffa a cui sono unite con catene da una a tre palle di legno ferrato o di ferro con punte e brocchi[2];
- quello da cavallo (flagello d'arme) a manico corto e di solito con una sola palla[2].

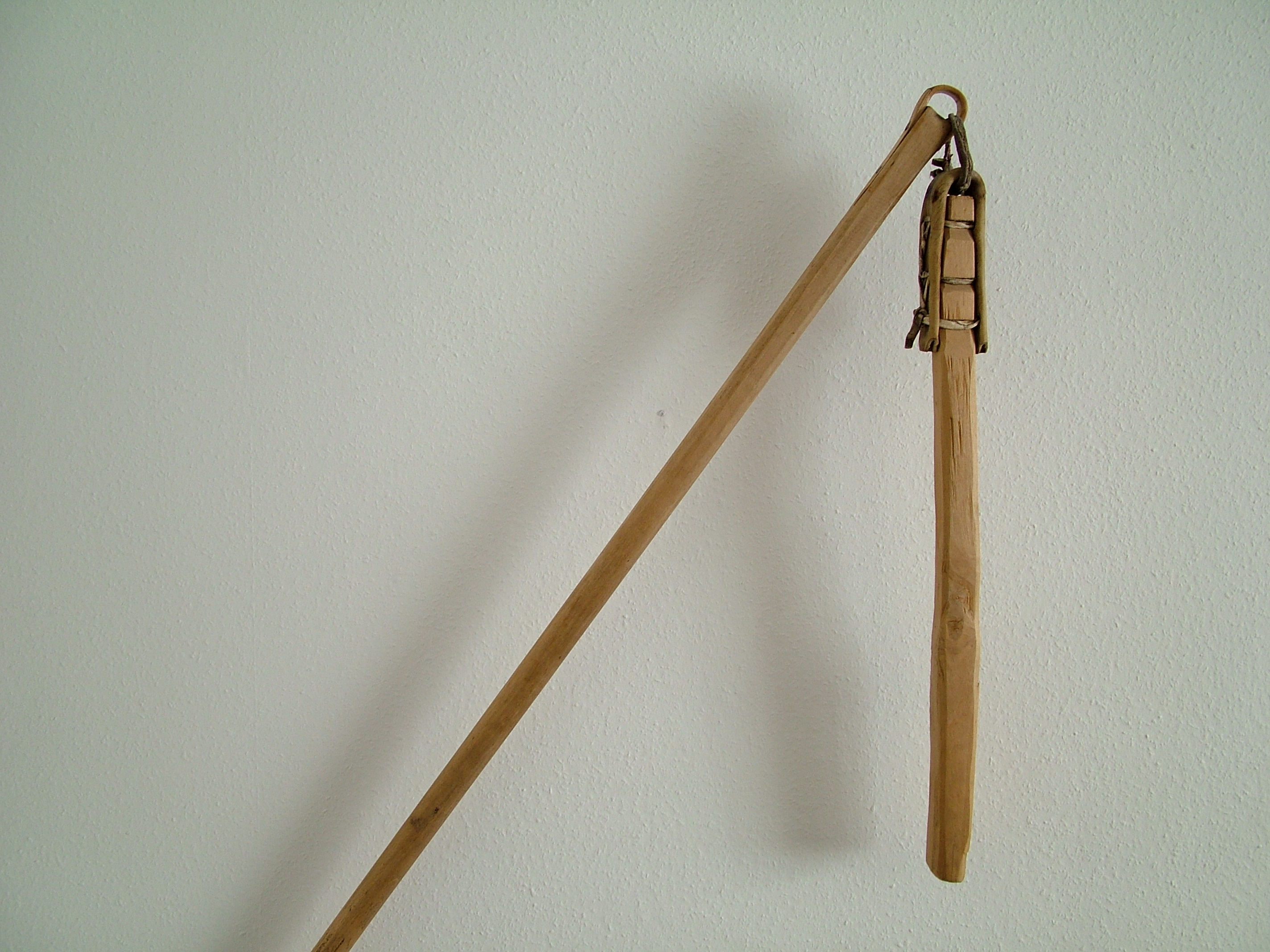
Frusta per grano, senza chiodi

Vi è anche una variante più controllabile di mazzafrusto, composta da un manico di legno con attaccata, invece di una catena, un cilindro di legno, di circa metà della lunghezza del manico così da non ferire la mano, coperto di chiodi.